# 바즈겐 사르키샨
바즈겐 사르키샨(아르메니아어: Վազգեն Սարգսյան, 1959년 3월 5일 ~ 1999년 10월 27일)은 아르메니아의 군인, 정치인이다.
나고르노카라바흐 전쟁에서 아르메니아군 사령관으로 복무했으며 아르메니아 국방부 장관(1991년 12월 5일 ~ 1992년 10월 20일, 1995년 7월 25일 ~ 1999년 6월 11일), 아르메니아의 총리(1999년 6월 11일 ~ 1999년 10월 27일)를 역임했다. 아르메니아에서는 "사령관"이라는 뜻을 가진 스파라페트(Սպարապետ, Sparapet)라는 별칭으로 부르기도 하는데 이는 고대, 중세 아르메니아에서 군대 최고사령관에게 부여하던 명예 칭호이기도 하다.

## 생애
소련의 구성국 가운데 하나였던 아르메니아 소비에트 사회주의 공화국의 아라라트 주에 위치한 아라라트(Ararat) 마을 출신이다. 아라라트 마을에서 중등 교육을 마친 이후에 1976년부터 1979년까지 예레반 체육대학교(현재의 아르메니아 국립체육대학교의 전신)에 재학했다. 1979년부터 1983년까지 아라라트 주에서 체육 교사로 근무했고 1983년부터 1986년까지 아라라트 주 시멘트 공장 콤소몰(전연방 레닌주의 청년 공산주의자 동맹) 대표를 역임했다.
1980년에 자신이 집필한 최초의 소설을 발표했을 정도로 아마추어 작가로 활동했으며 1985년에는 아르메니아 작가 동맹의 회원으로 임명되었다. 1986년부터 1989년까지 예레반에서 문학 월간지 《가룬》(Գարուն, Garun, 아르메니아어로 "봄"이라는 뜻)의 출판 담당자로 근무했다. 그렇지만 1980년대 말부터 문학 활동을 끝내면서 정치인으로 전향하게 된다.
1980년대 중반부터 미하일 고르바초프 소련 공산당 서기장이 글라스노스트, 페레스트로이카 정책을 추진하면서 소련을 구성하고 있던 공화국에서는 민족주의가 등장하기 시작했다. 이를 계기로 아르메니아는 정정 불안에 시달리게 된다. 1990년 5월에 실시된 총선거를 통해 아르메니아 공화국 의회 의원으로 선출되었으며 1990년 6월부터 1991년 12월까지 국방내무위원회 수반을 역임했다.
1991년 12월에는 레본 테르페트로샨 대통령으로부터 아르메니아 국방부 장관으로 임명되었다. 나고르노카라바흐 전쟁이 진행 중이던 1992년 5월 9일에는 아르메니아 군대가 슈샤를 점령했다. 1992년 8월 30일에는 아르메니아 군대의 특수부대인 아르치브 마하파르트네르(Արծիվ մահապարտներ, Artsiv mahapartner, 아르메니아어로 "자살 폭탄 독수리"라는 뜻) 대대를 결성했다. 바즈겐 사르키샨이 주요 사령관으로 활약했던 아르메니아군은 나고르노카라바흐 전쟁에서 군사적인 승리를 기록하게 된다.
나고르노카라바흐 전쟁은 1994년 5월 5일 아르메니아, 아제르바이잔, 나고르노카라바흐 공화국(아르차흐 공화국) 대표가 키르기스스탄 비슈케크에서 정전 협정을 체결할 때까지 지속되었다. 이 전쟁을 계기로 나고르노카라바흐는 법률상으로는 아제르바이잔의 영토이지만 사실상 아르차흐 공화국의 지배를 받게 된다.
1995년 7월에는 레본 테르페트로샨 대통령으로부터 아르메니아 국방부 장관으로 다시 임명되었다. 1998년에 실시된 아르메니아 대통령 선거에서는 로베르트 코차랸을 지지했고 1999년 6월 11일에는 로베르트 코차랸 대통령으로부터 아르메니아의 총리로 임명되었다.
1999년 10월 27일 예레반에 위치한 아르메니아 의회의사당에 잠입한 5명의 무장 괴한들이 쏜 총탄에 맞아 암살당했다. 1999년 12월 27일에는 아르메니아 정부로부터 아르메니아 국가영웅 칭호를 추서받았으며 1999년 12월 28일에는 바즈겐 사르키샨을 기념하는 내용에 관한 대통령령이 제정되었다. 예레반에는 그의 이름에서 유래된 바즈겐 사르키샨 공화국 경기장이 위치한다.

## 사진

바즈겐 사르키샨의 서명
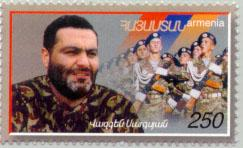
2000년 아르메니아에서 발행된 우표에 그려진 바즈겐 사르키샨